# Alina Stănculescu
Alina Stănculescu (* 23. April 1990 in Bukarest) ist eine ehemalige rumänische Kunstturnerin.
Sie begann im Alter von fünf Jahren mit dem Turnen beim CSȘ 3 Steaua Bukarest. Stănculescu wohnte im selben Block wie die gleichaltrige Sandra Izbașa und hatte zunächst einen ähnlichen sportlichen Lebensweg wie die spätere Olympiasiegerin. Bei den Junioren-Europameisterschaften 2004 in Amsterdam gewannen die beiden Silber mit der rumänischen Mannschaft, außerdem wurde Stănculescu Europameisterin am Schwebebalken. Beim Europäischen Olympischen Jugendfestival war sie sowohl mit der Mannschaft als auch am Schwebebalken Zweite.
Ihr größter Erfolg bei den Aktiven gelang ihr bei den Turn-Europameisterschaften 2006. In Volos (Griechenland) gewann Stănculescu mit der rumänischen Turnriege mit Sandra Izbașa, Florica Leonida, Steliana Nistor und Cătălina Ponor hinter den Italienerinnen die Silbermedaille. Ihre weitere Karriere war jedoch geprägt von Verletzungen und zwei Wochen vor den Olympischen Spielen 2008 trat sie zurück.
Stănculescu absolvierte ein Sport-Studium. Später wurde sie Make-up-Artist und eröffnete 2014 in Bukarest einen Schönheitssalon.